# ライマ県
ライマ県 (ライマけん、アラビア語: ريمه Raima) は、イエメンの県。県都はアル・ジャビン（Al Jabin）。2004年の2月にサナア県から分離、創設された。面積2,442km²、人口475,000人（2011年）。サナア県、フダイダ県、ザマール県に囲まれた内陸県である。

## 下位行政区画
ライマ県は以下の6の地区（District）に分かれる。人口は2004年国勢調査。
- Al Jabin：71,777人
- Al Jafariyah：69,705人
- As Salafiyah：82,540人
- Bilad At Ta'am：31,143人
- Kusmah：74,622人
- Mazhar：64,661人